# コロンディ・マルギット
コロンディ・マルギット（ハンガリー語: Korondi Margit, 1932年6月24日 - 2022年3月6日）は、ハンガリーの元女子体操競技選手。1952年ヘルシンキ五輪と1956年メルボルン五輪に出場し、2つの大会で合計8個のメダル（金メダル2個、銀メダル2個、銅メダル4個）を獲得した。五輪大会の女子体操競技において、ハンガリー初の金メダルを獲得した選手である。

## 経歴
1932年6月24日、コロンディ・マルギットはユーゴスラビア王国（現スロベニア共和国）のツェリェで生まれた。父コロンディ・フェレンツはブダペスト王立体操協会（現ヴァシャシュスポーツクラブ）のパシャレティ通りジムで体操競技のコーチを務めていた。そのため、コロンディは幼少の頃から体操競技を身近な存在に感じて育った。第二次世界大戦が終わった後の1946年から本格的なトレーニングを始め、1948年にヴァシャシュスポーツクラブに加入し、同年にジュニア選手権で優勝。その翌年、ブダペストでのハンガリー選手権に優勝して1950年にハンガリー代表チームのメンバーに選ばれた。1951年8月にはドイツ民主共和国（現ドイツ連邦共和国）の首都東ベルリン（現ベルリン）で開催された世界青年学生祭典においてゆかで金メダル、団体総合で銀メダル、個人総合で銅メダルを獲得した。容貌にも恵まれたコロンディは人気を集め、次第にハンガリースポーツ界のマスコットと考えられるようになっていった。
1952年7月、コロンディはハンガリーチームの最年少選手としてヘルシンキ五輪に臨み、段違い平行棒でハンガリーの女子体操競技選手として五輪史上初の金メダルを獲得したほか、チームの団体総合での銀メダル獲得と手具体操団体での銅メダル獲得に貢献し、個人総合、平均台、ゆかで銅メダルを獲得した。しかし、五輪後にブカレストでの競技大会で背中に重傷を負い、3年もの間、休養しなければならなくなった。怪我がようやく治癒し、トレーニングを再開することができたのは1955年秋のことである。それから半年後、ハンガリー代表チームのコーチを務めていたシャールカーニ・イシュトヴァーナクの要請を受けて代表へ復帰。1956年11月に開催されたメルボルン五輪に出場して、チームの手具体操団体での金メダル獲得と団体総合での銀メダル獲得に貢献した。
メルボルン五輪の開催中にソビエト連邦軍がハンガリーに侵攻する事態が起きたため（ハンガリー動乱）、コロンディは多くのハンガリー代表選手らとともに祖国へは戻らないことを決意し、五輪後に米国のスポーツ雑誌『スポーツ・イラストレイテッド』誌のツアーに参加して米国へ渡り、ヒューストンに移住した。そして、競泳とフィットネスのインストラクターの仕事を始め、次第にテキサス州で最も有名なフィットネスの専門家として知られるようになった。最初の夫はボクシングの五輪選手であるプラチ・マーチャーシュトールだったが1964年に離婚して元水球競技選手のサライ・ヤーノショーズと再婚し、2人の息子と1人の娘を儲けた。1962年からはロサンゼルスに居住しており、カリフォルニア大学の准教授として体操競技とモダンダンスの講義を行う一方で大学チームのコーチも務めている。
1956年メルボルン五輪の手具体操団体で金メダルを獲得し、団体総合でも銀メダルを獲得したハンガリー代表チームのメンバーであるケレティ・アーグネシュ、タシュー・オルガ、ケルテース・アリーズ、ボドー・アンドレア、クテレシュ・エルジェーベト（グヤーシュ・カーロイニー）とは、かつては高齢ながらも存命しており、交友が続いていた。
2022年3月6日に死去。